# Christine Ferber

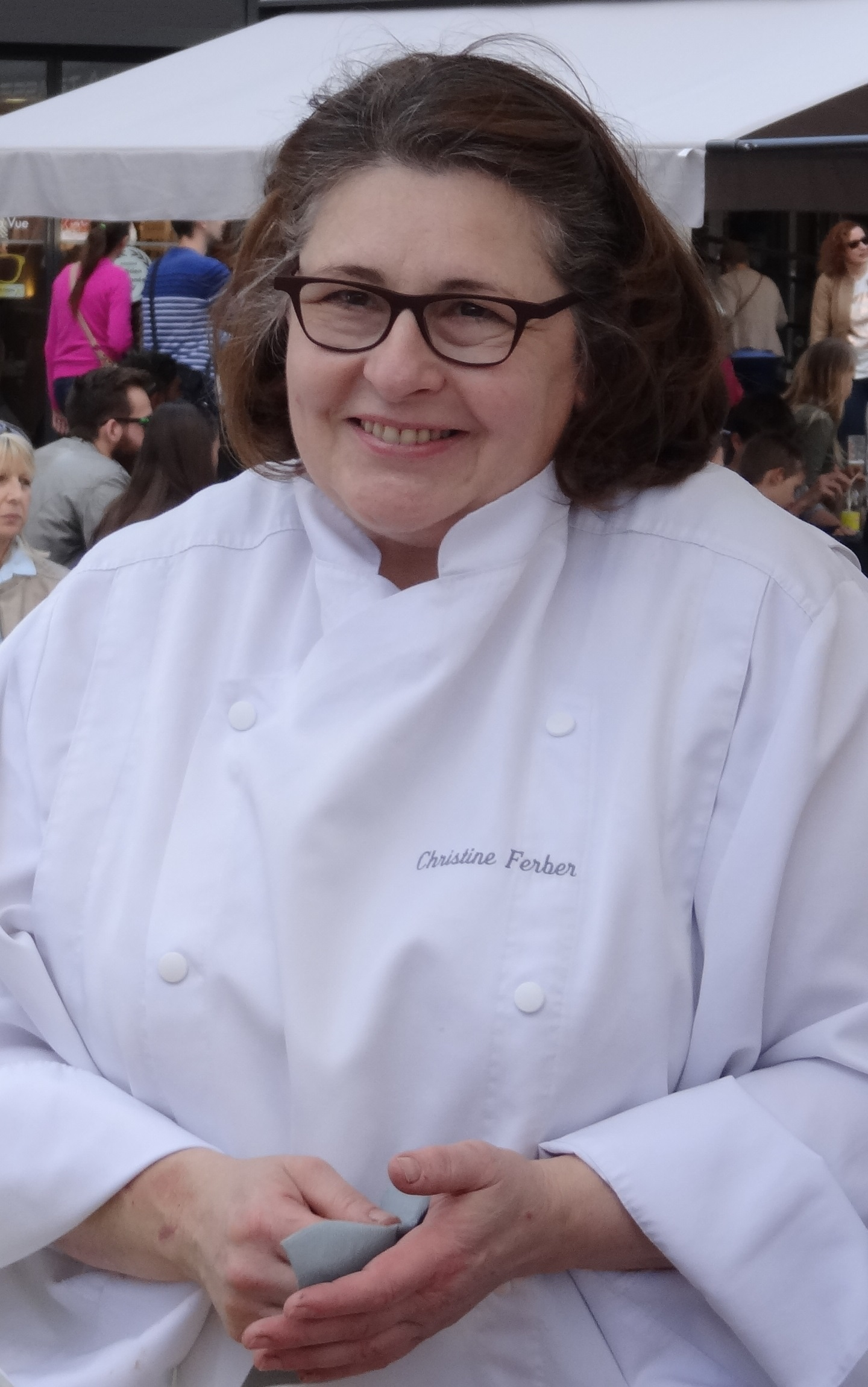
Christine Ferber, 2017

Christine Ferber (* 11. Mai 1960  in Colmar, Elsass) ist eine vielfach ausgezeichnete Konditorin (Pâtissière), Chocolatière und eine Gelierköchin (Confiseuse) von Konfitüren, die zu den besten der Welt gezählt wird. Auch als Chocolatière machte sie sich international einen Namen. Ferber veröffentlichte eine Reihe von Koch- und Backbücher für Erwachsene und Kinder. Viele Medien-Auftritte machten sie zu einer der bekanntesten Konditorinnen der Gegenwart.

## Leben
Christine Ferber betreibt im Dorf Niedermorschwihr am Fuße der Vogesen 6 km westlich von Colmar eine Konditorei in einem kleinen Einzelhandelsgeschäft. Der Laden befindet sich in einem Gebäude aus dem 17. Jahrhundert und trägt den Namen Au relais des Trois Épis (= An der Station der Drei Ähren). Es war eine alte Poststation, benannt nach Trois-Épis, dem benachbarten Wallfahrtsort auf einem Bergzug. Hier ist sie als Bäckerin, Konditorin und Chocolatière in der vierten Generation tätig. Neben der Konfitüreherstellung leitet sie die elterliche Bäckerei und Konditorei mit rund 30 Mitarbeitern. Niedermorschwihr wurde 1985 als typisch elsässisches Dorf von einer japanischen Fernsehserie (engl.: The Blue Skies of Alsace) als Kulisse verwendet.
Drei Jahre lernte sie bis 1978 an einer Schule für Lebensmittelberufe (« métiers de bouche ») von Brüssel (CERIA), da es damals für Pâtisserien noch nicht üblich war, auch Mädchen auszubilden. Dort erwarb sie den Gesellenbrief als Konditorin und Schokoladenmacherin. Ein weiteres Jahr lang lernte sie bei dem Meisterkonditor Lucien Peltier († 1991) in Paris.  Peltier galt in den 1980er Jahren als einer der kreativsten Konditoren seiner Generation, seine von der Nouvelle Cuisine inspirierte Arbeit war eine Referenz für alle Fachleute. Mit 24 Jahren übernahm sie das Geschäft ihrer Eltern und entwickelte dann die Abteilung für Feinbäckerei und Schokolade. Neben ihrer Arbeit absolvierte sie erfolgreich einen Meisterlehrgang, mit dem sie 1987 den Meistertitel für die Pâtisserie und Confiserie erhielt. Ihr Vater Maurice Ferber (1936–2011) wurde nach seinem Rückzug vom Berufsleben von 1989 bis 2001 Bürgermeister der Gemeinde, deren Rathaus vis-à-vis vom Maison Ferber liegt.
Das Geheimnis ihrer kulinarischen Erfolge liegt nach ihrer Meinung und der Ansicht von anderen darin, dass sie mit Geduld, Ruhe und Liebe ihre Arbeit ausübt. Ihren Vierzehn-Stunden-Tag von 5 bis 19 Uhr in einer Sechs-Tage-Woche empfindet sie dabei noch nicht mal als Arbeit: „Ich liebe alles an meinem Tag.“ Hinzu kommt, dass ihre beiden Geschwister nach ihren Ausbildungen und nach mehreren Jahren an anderen Arbeitsplätzen wieder nach Hause zurückfanden. So konnte sie eine familiäre Arbeitsatmosphäre aufbauen, die sie „überglücklich“ (« aux anges ») mache und keinen Wunsch nach einer eigenen Familie aufkommen ließ.

### Konfitüren

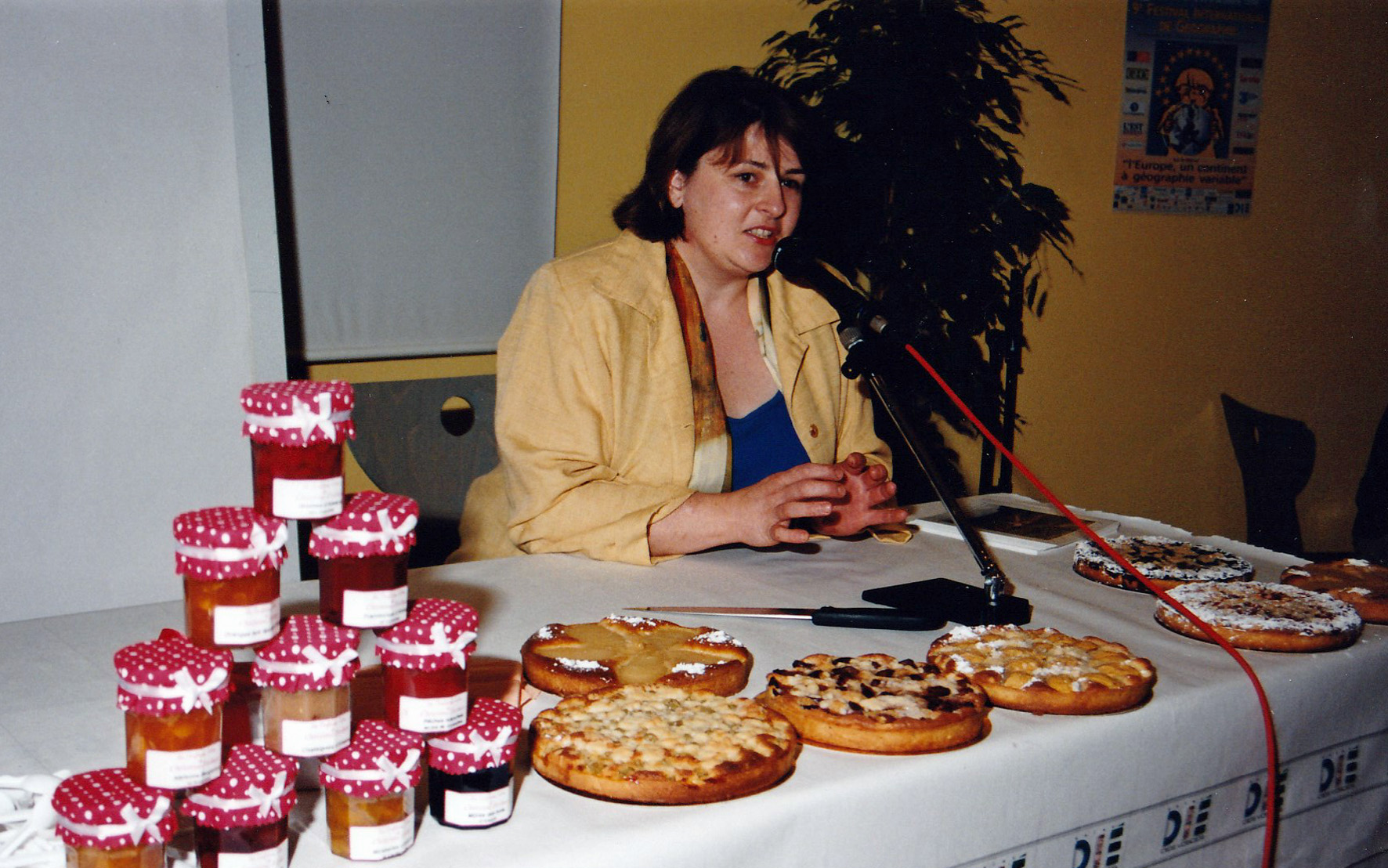
Christine Ferber stellt ihre Produkte vor auf der Gastronomiemesse beim 9. Festival international de géographie, 1998

Anfang der 1980er Jahre stellte sie ihre ersten Konfitüren her, doch ihre Mutter Marguerite (1936–2020) riet ihr von einem weiteren Engagement ab, da die Hausfrauen im Dorf ihre Konfitüren selbst herstellen würden. Sie blieb dabei (mit Unterstützung ihres Freundes und Kollegen Pierre Hermé, dessen Mutter aus Niedermorschwihr stammte) und erlangte schließlich internationale Bekanntheit bis hin nach Japan. Ferber kocht ihre kompositorisch sehr ausgefallenen und wohlschmeckenden Gourmet-Konfitüren selbst ein. Bis 2009 hatte sie 400 Sorten in den Kupferkesseln ihrer Konditorei komponiert. Insgesamt zählt das Inventarbuch ihrer Schwester mehr als 1400 verschiedene Sorten bis 2018. Maschinen kommen bei der Zubereitung der Früchte für die Konfitüren nicht zum Einsatz und Messer nur dann, wenn es gar nicht anders geht. Das Obst soll möglichst unbeschadet bleiben, damit so viel wie möglich vom Aroma bewahrt wird. Kirschen etwa werden vorsichtig mit zwei Fingern gerollt, bis der Kern herausgedrückt ist.
Jede einzelne Charge wird nur in kleinen Kupferkesseln zubereitet, von denen jeder 1000 Euro wert ist. Diese Kupferkessel wurden nach den Vorgaben eines Wissenschaftlers angefertigt zum Zwecke einer besseren Gelierung. Die einheimischen Wildfrüchte werden von Freunden und Bekannten gesammelt. Früchte, die nicht im Elsass wachsen wie Aprikosen, Feigen und exotische Früchte, lässt sich Ferber vom Pariser Großmarkt Rungis liefern. Die stets selbst probierten Früchte kocht sie ohne Konservierungsmittel und nicht mehr als vier kg von einer Sorte ein. Auf 1 kg Frucht kommen nur 800 g Zucker und ein wenig Zitronensaft anstelle von Gelierzucker, weil letzterer „durch seine pure Zitronensäure der Konfitüre eine eindimensionale Note verleiht“. Hat eine Fruchtsorte zu wenig Pektin als Geliermittel, nimmt sie einige halbreife grüne Äpfel, die sie in einer Zuckerlösung auskocht. Alle Früchte werden gleichzeitig und nur so lange wie nötig erhitzt, d. h. etwa 5 Min. auf höchster Flamme beim ersten Mal unter ständigem Rühren, um die Frucht und den Zucker miteinander zu verschmelzen und um die Früchte zu konservieren. Zum Durchziehen werden die Früchte mit dem normalen Zucker und Zitronensaft über Nacht in den Kühlschrank gestellt. Danach werden sie ein zweites Mal kurz aufgekocht, um das Herausziehen der Fruchtsäfte zu beenden. Manche Sorten werden erst am dritten Tag fertig gekocht. Damit wird verhindert, dass die Fruchtstücke in der Konfitüre sich zu Kompott verwandeln.
Die sorgfältige Zubereitung und Qualität ihrer Konfitüren brachten der kreativen Elsässerin daher weltweit Ehrenbezeichnungen ein wie „Marmeladenkönigin des Elsass“, „la fée des confitures“ oder „Christine, the Queen of jams“. Komplexe Aromen (aigres-doux / sauer-süß) entwickeln ihre Kreationen wie etwa weiße Kirsche mit Pfefferminze, Hagebutte mit Orange, Wildapfelgelee mit Zimtrinde, Heidelbeere mit Lakritz. Jährlich verkauft sie etwa 180.000 Gläser mit Konfitüren, 2017 waren es „mehr als 200.000 Gläser“. Jedes einzelne Konfitürenglas wird von ihr selbst abgefüllt, zwischen den Vor- und Nacharbeiten ihrer Mitarbeiter, die sie auch macht.

### Atelier
2016 erweiterte sie ihre Produktion mit einem Atelier am Ortseingang von Niedermorschwihr unterhalb des Weinbergs Grand Cru Sommerberg. Dennoch kommt für sie eine Delegation ihrer Arbeit und eine weitere Expansion nicht in Frage, um die hohe Qualität ihrer Erzeugnisse zu bewahren. Das neue Atelier hat 1.300 m² und eine schwarze Holzlattenverblendung an den Wänden, die nahtlos an ein klassisches Satteldach anschließt. Ein zweites Gebäude mit Satteldach, doch ohne Holzlatten, aber mit Terrassen und Panoramafenstern, ist parallel damit verbunden. 2018 wurde das Gebäude mit dem Architekturpreis Prix AMO in der Kategorie lieu le mieux productif (= Produktivster Ort) ausgezeichnet. Nach und nach zogen hier neben der Verwaltung und dem Lager auch alle Produktionszweige ein (Schokoladenmanufaktur, Konditorei, Eisherstellung). Der Familienbetrieb erwirtschaftet im Jahr einen Umsatz von 2 Millionen Euro, davon nimmt die Herstellung von Konfitüren 35 % ein, die Feinbäckerei hat einen Anteil von 35 % und das Traiteur-Geschäft 25 %.

### Verschiedenes
In den 2000er-Jahren folgte von ihr kurz nacheinander eine Reihe von kulinarischen Büchern wie Mes Confitures und Mes Tartes. Der Drei-Sterne-Koch Alain Ducasse schrieb zu ersterem ein Vorwort und bekannte, nie wieder eine andere Konfitüre als jene von Madame Ferber gegessen zu haben.
Im September 2005 erschien (auf Deutsch) in Zusammenarbeit mit dem Stardekorateur Philippe Model und dem Fotografen Bernhard Winkelmann ein außergewöhnlich aufwendig gestaltetes Rezeptbuch für Kinder, Alice im Schlaraffenland, das auch in mehrere Sprachen übersetzt wurde. Bereits 2002 gestalteten Model und Winkelmann ein Märchenbuch mit Rezepten von Christine Ferber: « La cuisine des fées & autres contes gourmands » (= Die Feenküche & andere Gourmet-Geschichten). Beide Kinderbücher wurden mit einem Buchpreis ausgezeichnet (siehe: Auszeichnungen) und mehrmals wieder aufgelegt.
Ferber liefert ihre Konfitüren dem Pariser Pâtissier, Elsässer und Freund Pierre Hermé, an die Feinkosthändlerkette Fauchon, den Galeries Lafayette, dem Pariser Grand Hôtel George V und dem Londoner 5-Sterne-Hotel The Connaught. Während ihr Bruder Bruno (* 1971) als Lebensmittellieferant und im Veranstaltungsservice arbeitet als auch pikante Fleischkonserven herstellt, führt ihre Schwester Elisabeth (* 1962), genannt Betty, den Laden. Bruno Ferbers Frau Anne-Catherine (Absolventin der Hotel-Finanzanalyse), Betty (Absolventin der Hotelfachschule von Besançon) und Tante Nicole (Marguerites Schwester) arbeiten in der Verwaltung.
Zu Japan unterhält Christine Ferber eine intensive Beziehung. Seit 1999 besucht sie regelmäßig die internationale Chocolatiers-Messe Salon du Chocolat in Tokio, Shinjuku. Allein im Jahr 2011 beschäftigte sie drei japanische Lehrlinge und am 17. Juli 2011 beteiligte sie sich am internationalen Solidaritätstag für Japan (Fukushima). Im japanischen Fernsehen hatte sie mehrere Auftritte.
In mehreren Ländern hat Christine Ferber Kurse zum Herstellen von Konfitüre und zur Feinbäckerei angeboten, so etwa in Frankreich, Italien, Japan und den USA. Seit ihrer Jugend ist neben dem Backen ihr größter Wunsch, rund um die Welt zu reisen.
Am Palmsonntag, dem 14. April 2019, beging das Maison Ferber sein 60-jähriges Betriebsjubiläum. Das ganze Dorf Niedermorschwihr feierte den Jahrestag mit Ausstellungen, Degustationen, Musik und anderem. Der gesamte Erlös für diese Veranstaltungen wurde an den Colmarer Verein für Lebensmittelhilfe Manne gespendet.

## Auszeichnungen (Auswahl)
- 1979: Beste der jungen Pâtissiers von Frankreich (« Coupe de France des jeunes pâtissiers ») – Nationaler Pâtissier-Verband [23]
- 1988: Marianne du meilleur Kougelhopf – Saveurs de France[23]
- 1998: Chef pâtissier de l'année (Konditormeisterin des Jahres) – Restaurantführer « Guide Champérard »[23]
- 1999: Vier Tafeln (« tablettes ») [Schokolade] (i.S.v. Sterne, maximal fünf; neben vier weiteren Chocolatiers in Frankreich) vom « Guide des Croqueurs de Chocolat »[22] [2]
- 2002: Prix littéraire de la gastronomie Antonin Carême für das Buch « La cuisine des fées »[2]
- 2004: Prix National de la dynamique artisanale[2]
- 2004: Prix de l’innovation[23]
- 2004:	Prix Lamazille vom Salon du Livre Gourmand de Périgueux für das Buch « Merveilles: délicieuses recettes au pays d’Alice »[2]
- 2008: Chevalier de l’Ordre national du Mérite,[2]
- 2013: Chevalier de l’Ordre des Palmes Académiques,[2]
- 2018: Chevalier de la Légion d’honneur – Ritter der Ehrenlegion, (Ernennung 2018 und Auszeichnung 2020)[49]

## Mitgliedschaft
- Club des Croqueurs de Chocolat [50]

## Publikationen (Auswahl)
- Mes recettes de bredala et gâteaux de fêtes. Mit Illustrationen von Guy Untereiner. Plaisirs AuthentiK, 2023, 78 S., ohne ISBN, Bezug: [51].
- Die Marmeladen-Bibel. 270 Rezepte von Christine Ferber. Christian, München 2010, 312 S., ISBN 978-3-88472-976-2.
- Tischlein deck dich! Rezepte aus der Märchenküche. (Originalausgabe: La cuisine des fées et autres contes gourmands, 2002.) Mit Laurence und Gilles Laurendon. Fotos von Bernhard Winkelmann[39], gestaltet von Philippe Model. Aus dem Französischen von Eliane Hagedorn. Gerstenberg, Hildesheim 2009, ISBN 978-3-8369-2599-0, Inhaltsangabe.
- Le Larousse des confitures: gelées, compotes, chutneys avec les conseils techniques et 40 recettes inédites de Christine Ferber. Larousse, Paris 2009, ISBN 978-2-03-584975-5, mit 340 Rezepten.
- Alice im Schlaraffenland. Fotos von Bernhard Winkelmann, gestaltet von Philippe Model. Gerstenberg, Hildesheim 2005, 176 Seiten, 80 farbige Abb., gebunden, ISBN 3-8067-2942-5.[52]
- Merveilles: délicieuses recettes au pays d'Alice. [= Wunder: köstliche Rezepte im Land von Alice.] Fotos von Bernhard Winkelmann, gestaltet von Philippe Model. Éditions du Chêne, Paris 2004, ISBN 2-84277-533-3.
- Mes Tartes. The Sweet and Savory Tarts of Christine Ferber. Michigan State University Press 2003, ISBN 0-87013-688-7, (englisch).
- La cuisine des fées & autres contes gourmands. Mit Laurence und Gilles Laurendon. Fotos von Bernhard Winkelmann, gestaltet von Philippe Model. Éditions du Chêne, Paris 2002, ISBN 2-84277-443-4.
- Mes Confitures. The Jams and Jellies of Christine Ferber. Mit einem Vorwort von Alain Ducasse. Michigan State University Press 2002, ISBN 0-87013-629-1, (englisch).

## Filme (Auswahl)
- Die gute Fee der Konfitüre. Dokumentarfilm, Deutschland, Frankreich, Österreich, 2007, 26 Min., Regie: Nathalie Steinbart, Volker Heise, Produktion: arte, zero one film, ORF, Reihe: Die kulinarischen Abenteuer der Sarah Wiener in Frankreich. (Folge 5 von 21), deutsche Erstausstrahlung: 16. November 2009, Filminformationen von arte, (Memento vom 11. September 2015 im Internet Archive), mit Rezept (Memento vom 28. Januar 2017 im Internet Archive) für Gugelhupf nach Elsässer Art.

- Die Gourmet-Konfitüren von Christine Ferber. Fernseh-Reportage, Deutschland, 2012, 4:38 Min., Buch: Ulrike Dörr, Kamera: Moritz Sucker, Produktion: Deutsche Welle, Redaktion: Euromaxx, Erstsendung: 15. Juli 2012 bei DW, Inhaltsangabe mit online-Video von DW.

- Myriam bei Christine Ferber, Patissière. Backsendung, Schweiz, 2012, 23 Min., Moderation: Myriam Zumbühl, Kamera: David Merkofer, Produktion: Flying Producer, SRF, Reihe: Myriam und die Meisterbäcker, Erstsendung: 20. Dezember 2012 bei SRF 1, Inhaltsangabe und Internet-Video(s) von SRF.

- Fruchtige Marmeladen. Kochsendung, Deutschland, 2014, 11:15 Min., Moderation: Jens Hübschen, Produktion: SWR, Reihe: Kaffee oder Tee, Erstsendung: 15. Juli 2014 bei SWR Fernsehen.

- Marmeladen selber machen. Kochsendung, Deutschland, 2015, 8:53 Min., Moderation: Jens Hübschen, Produktion: SWR, Reihe: Kaffee oder Tee, Erstsendung: 20. August 2015 bei SWR Fernsehen.

- Crêpe Suzette. Kochsendung, Deutschland, 2016, 9:34 Min., Moderation: Jens Hübschen, Produktion: SWR, Reihe: Kaffee oder Tee, Erstsendung: 23. Juni 2016 bei SWR Fernsehen.

- Rumtopf-Variante mit Grießpudding. Kochsendung, Deutschland, 2017, 8:55 Min., Moderation: Jens Hübschen, Produktion: SWR, Reihe: Kaffee oder Tee, Erstsendung: 8. Juni 2017 bei SWR Fernsehen.

- Maison Ferber. Architekturportrait, Frankreich, 2019, 2:19 Min., Buch und Regie: N.N., Produktion: AEA architectes, Internetpublikation: Februar 2019 bei YouTube, Internet-Video.

- La recette du kougelhopf par Christine Ferber: une leçon de vie. Dokumentarfilm, Frankreich, 2019, 6:17 Min., Regie: Marie-Lise Perrin, Produktion: Dernières Nouvelles d’Alsace (DNA), Reihe: Journal l'Alsace, Internetpublikation: 13. April 2019, Inhaltsangabe und Internet-Video.

- Ils font rayonner la France. 1. L'Alsace, à la conquête du monde. [= Sie bringen Frankreich zum Strahlen. 1. Das Elsass erobert die Welt.] Dokumentarfilm, Frankreich, 2023, 115 Min., Buch und Regie: Marie-Laurence Rincé und Claire Benhaim, Moderation: Thomas Isle, Produktion: Jara Prod, France Télévisions, Reihe: Ils font rayonner la France, Erstsendung: 21. Februar 2023 bei France 3, Inhaltsangabe von France Télévisions, Filmdaten von TV5 Monde.

- Ausflug ins Elsass. Dokumentarfilm, Deutschland, 2024, 44:43 Min., Buch und Regie: Jo Müller, Moderation: Ramon Babazadeh, Produktion: SWR, Reihe: Expedition in die Heimat, Erstsendung: 3. März 2024 bei SWR-Fernsehen, Inhaltsangabe von fernsehserien.de, Internet-Video aufrufbar bis zum 1. März 2029. Besuch bei Christine Ferber ab 10:22 Min. – 15:44 Min.